# Peter Olsson (sciatore)
Peter Olsson (4 agosto 1970) è un ex sciatore alpino svedese.

## Biografia
Sciatore polivalente originario di Edsbyn, Olsson debuttò in campo internazionale in occasione dei Mondiali juniores di Alyeska 1989, dove vinse la medaglia d'argento nello slalom gigante; nella medesima specialità vinse la classifica di Coppa Europa nella stagione 1989-1990, mentre in Coppa del Mondo registrò tre piazzamenti, tutti in supergigante: il primo fu il 54º posto ottenuto 21 marzo 1993 a Kvitfjell, che sarebbe rimasto il suo miglior risultato nel circuito, l'ultimo il 22 dicembre 1993 a Lech (70º). Si ritirò all'inizio della stagione 1994-1995 e la sua ultima gara fu il supergigante di Coppa Europa disputato il 1º settembre a Sankt Moritz (12º); non prese parte a rassegne olimpiche o iridate.

## Palmarès

### Mondiali juniores
- 1 medaglia:
  - 1 argento (slalom gigante ad Alyeska 1989)

### Coppa Europa
- Miglior piazzamento in classifica generale: 5º nel 1990
- Vincitore della classifica di slalom gigante nel 1990

### Campionati svedesi
- 1 oro (supergigante nel 1989)[1]